# محمد المري (لاعب كرة قدم سعودي)
محمد عبد الله المري، لاعب كرة قدم سعودي، يلعب في نادي الطائي معار من نادي القادسية.

## مسيرة اللاعب
لعب مع نادي القادسية وأعير إلى نادي الطائي في عام 2024.